# John Craven (calciatore)
John Roland Craven (Lytham St Annes, 15 maggio 1947 – Orange County, 14 dicembre 1996) è stato un calciatore inglese, di ruolo centrocampista.

## Carriera
Tra il 1965 ed il 1971 gioca nel Blackpool, con cui oltre a vincere la Coppa Anglo-Italiana 1971 (segnando tra l'altro anche una rete in finale) gioca per 3 stagioni nella prima divisione inglese e per 3 stagioni in seconda divisione, collezionando complessivamente 163 presenze e 24 reti in partite di campionato. Dal 1971 al 1973 gioca invece in prima divisione con il Crystal Palace, trascorrendo invece i 3 campionati successivi al Coventry City, sempre nella medesima categoria. Dal 1976 al 1978 fa invece parte della rosa del Plymouth, club di terza divisione, con cui nell'arco di un biennio realizza 3 reti in 45 partite di campionato. Si ritira definitivamente nel 1981 dopo 3 campionati consecutivi nella NASL (2 ai Vancouver Whitecaps ed uno ai California Surf), campionato in cui totalizza complessivamente 89 presenze e 10 reti, vincendo tra l'altro il campionato nel 1979.

## Palmarès

### Club

#### Competizioni nazionali
- Campionato NASL: 1

Vancouver Whitecaps: 1979

#### Competizioni internazionali
- Coppa Anglo-Italiana: 1

Blackpool: 1971